# Hit the Road Jack
Hit the Road Jack är en sång skriven av Percy Mayfield och inspelad av Ray Charles. Låten låg på första plats på Billboard Hot 100 i två veckor, med start från måndagen den 9 oktober 1961. 
Hit the Road Jack tilldelades senare en Grammy i kategorin "bästa R&B-inspelning". Den finns även medtagen i magasinet Rolling Stones lista The 500 Greatest Songs of All Time på plats 387.

## Listplaceringar
| Lista (1961)   | Position               |
| -------------- | ---------------------- |
| Finland        | 4                      |
| Storbritannien | 6                      |
| Sverige        | 6 (Radio Nord Topp 20) |
| Sverige        | 1 (Tio i topp)         |
| USA            | 1 (Billboard Hot 100)  |

## Covers
- The Animals ('66)
- Big Youth – i en reggaeversion, på hans 1976 album Hit the Road Jack. Också inspelad på albumet Natty Universal Dread 1973-1979.
- Monica Zetterlund – svensk inspelning med svensk titel "Stick iväg Jack" och med Beppe Wolgers text.
- The Stampeders (1970)
- Suzi Quatro (1970)
- The Residents (1987)
- Buster Poindexter (1989)
- Miyavi (2005 - live)
- Basement Jaxx (2006)
- Tic Tac Toe (2006)